# Luiz Schwarcz
Luiz Schwarcz (São Paulo, 1956) é um editor e escritor brasileiro. É co-fundador da Companhia das Letras.

## Biografia
Ex-aluno do Colégio Rio Branco e formado em Administração pela Fundação Getulio Vargas. Foi estagiário na Editora Brasiliense, onde alcançou o cargo de diretor. Na empresa foi o responsável pela edição da coleção de caráter propedêutico, de vocabulário mais acessível e formato de bolso, Primeiros Passos. Também editou a coleção Encanto Radical, Circo das Letras e Cantadas Literárias, sob orientação de seu mestre Caio Graco Prado.
Por sua contribuição à edição literária recebeu o Lifetime Achievement Award, pela Feira do Livro de Londres de 2017, e o Prêmio Internacional Cesare de Michelis, de 2024.

### Companhia das Letras
Em 1986 fundou, junto com a esposa Lilia Moritz Schwarcz, a editora Companhia das Letras. A empresa foi inicialmente estabelecida em duas salas ao fundo da gráfica de seu pai, em Bom Retiro. O primeiro grande lançamento foi a primeira tradução para o português de Rumo à estação Finlândia, de Edmund Wilson, sendo um dos quatro livros iniciais publicados pela editora.
Em 2011 se associaram a Penguin Books, trazendo as publicações do grupo para o Brasil. Em 2015 adquiriu a editora Objetiva.
A Companhia das Letras é a maior editora do país, detendo 11% de todo o mercado editorial brasileiro.

## Obras
- Minha vida de goleiro, Companhia das Letrinhas, 1999.
- Em busca do thesouro da juventude, Companhia das Letrinhas, 2003.
- Discurso sobre o capim, Companhia das Letras, 2005.
- Linguagem de sinais, Companhia das Letras, 2010.
- O ar que me falta, Companhia das Letras, 2021.
- O primeiro leitor, Companhia das Letras, 2025.